# Stedesdorf
Stedesdorf er en kommune der er en del af Samtgemeinde Esens i Landkreis Wittmund i Østfrisland, i den nordvestlige del af den tyske delstat Niedersachsen.

## Geografi
Stedesdorf ligger ved randen af gestmellem Esens (omkring 4 km nordvest for Stedesdorf) og Wittmund (omkring 9 km mod sydøst).

### Inddeling
I kommunen ligger ud over Stedesdorf landsbyerne Mamburg, Osteraccum og Thunum.